# Nordrach
Nordrach là một xã ở huyện Ortenau bang Baden-Württemberg nước Đức. Đô thị Nordrach có diện tích 37,75 km².